# Arthrospira platensis
Pour les articles homonymes, voir Spiruline.
Espèce
Arthrospira platensis est une espèce de cyanobactéries (anciennement appelées algues bleues) de la famille des Phormidiaceae ou des Microcoleaceae, selon les classifications, et du genre Arthrospira. C'est l'espèce principale qui se cache derrière le nom commun spiruline, avec l'espèce Arthrospira maxima.
L'organisme entier est utilisé comme aliment traditionnel par l'ethnie des Kanembou du pourtour du lac Tchad, comme ingrédient alimentaire nouveau (il ne s'agit cependant pas à strictement parler d'un aliment nouveau au sens de la réglementation sur les novel foods européen du terme, puisque sa consommation en Union européenne remonte à avant 2007) et comme alimentation animale depuis les années 1970, ainsi que comme complément alimentaire. Différents extraits à usage industriel en sont tirés, en particulier la phycocyanine, qui est largement utilisée comme colorant alimentaire bleu dans l'agroalimentaire, comme traceur biologique en recherche médicale, comme molécule d'intérêt dans le domaine des biotechnologies et de la médecine, mais également des fractions polysaccharide utilisées principalement dans le domaine médical.

## Taxinomie
Synonymes :
- Synonymes homotypiques :
  - Oscillatoria platensis (Gomont) Bourrelly, 1970 – obsolète
  - Limnospira platensis (Gomont) Nowicka-Krawczyk, Mühlsteinová & Hauer, 2019 – incertain
- Synonymes hétérotypiques :
  - Spirulina jenneri var. platensis, Nordstedt, 1884 – obsolète
  - Spirulina platensis (Gomont) Geitler 1925 – obsolète